# Surfe nos Jogos Pan-Americanos de 2019
As competições de surfe nos Jogos Pan-Americanos de 2019 foram realizadas na Praia Rocas, no distrito de Punta Negra, entre 30 de julho e 4 de agosto. Foram disputadas oito provas, sendo quatro masculinas e quatro femininas.
O esporte fez sua estreia em Jogos Pan-Americanos após confirmação da ODEPA em 2015. Em 2016, o Comité Olímpico Internacional também havia adicionado o surfe ao programa dos Jogos Olímpicos de 2020. O evento foi usado como classificação para os Jogos.

## Qualificação
Um total de 88 surfistas se qualificaram para o evento, sendo realizados vários torneios de qualificação. O país anfitrião, Peru, recebeu automaticamente dez vagas nos oito eventos. Um país poderia inscrever no máximo dez surfistas (cinco por gênero).

## Calendário
| Julho / Agosto | 24 | 25 | 26 | 27 | 28 | 29 | 30 | 31 | 1 | 2 | 3 | 4 | 5 | 6 | 7 | 8 | 9 | 10 | 11 |
| -------------- | -- | -- | -- | -- | -- | -- | -- | -- | - | - | - | - | - | - | - | - | - | -- | -- |
| Surfe          |    |    |    |    |    |    |    |    |   |   |   | 8 |   |   |   |   |   |    |    |

|  | Dia de competição |  | Dia de final |

## Medalhistas
Masculino
| Evento             | Ouro                             | Prata                        | Bronze                           |
| ------------------ | -------------------------------- | ---------------------------- | -------------------------------- |
| Aberto detalhes    | Luca Mesinas PER Peru            | Leandro Usuna ARG Argentina  | Bryan Pérez ESA El Salvador      |
| SUP surf detalhes  | Giorgio Gómez COL Colômbia       | Tamil Martino PER Peru       | Daniel Hughes USA Estados Unidos |
| SUP race detalhes  | Connor Baxter USA Estados Unidos | Vinnicius Martins BRA Brasil | Itzel Delgado PER Peru           |
| Longboard detalhes | Benoit Clemente PER Peru         | Julián Schweizer URU Uruguai | Cole Robbins USA Estados Unidos  |

Feminino
| Evento             | Ouro                        | Prata                              | Bronze                            |
| ------------------ | --------------------------- | ---------------------------------- | --------------------------------- |
| Aberto detalhes    | Daniella Rosas PER Peru     | Dominic Barona ECU Equador         | Ornella Pellizzari ARG Argentina  |
| SUP surf detalhes  | Isabella Gómez COL Colômbia | Vania Torres PER Peru              | Nicole Pacelli BRA Brasil         |
| SUP race detalhes  | Lena Ribeiro BRA Brasil     | Candice Appleby USA Estados Unidos | Mariecarmen Rivera PUR Porto Rico |
| Longboard detalhes | Chloé Calmon BRA Brasil     | María Fernanda Reyes PER Peru      | Mathea Olin CAN Canadá            |

## Quadro de medalhas
| Ordem | País               | Medalha de ouro | Medalha de prata | Medalha de bronze |    |
| ----- | ------------------ | --------------- | ---------------- | ----------------- | -- |
| 1     | PER Peru           | 3               | 3                | 1                 | 7  |
| 2     | BRA Brasil         | 2               | 1                | 1                 | 4  |
| 3     | COL Colômbia       | 2               |                  |                   | 2  |
| 4     | USA Estados Unidos | 1               | 1                | 2                 | 4  |
| 5     | ARG Argentina      |                 | 1                | 1                 | 2  |
| 6     | ECU Equador        |                 | 1                |                   | 1  |
|       | URU Uruguai        |                 | 1                |                   | 1  |
| 8     | CAN Canadá         |                 |                  | 1                 | 1  |
|       | ESA El Salvador    |                 |                  | 1                 | 1  |
|       | PUR Porto Rico     |                 |                  | 1                 | 1  |
| TOTAL | TOTAL              | 8               | 8                | 8                 | 24 |